# Campionatul Internațional de Scrimă din 1922
Campionatul Internațional de Scrimă din 1922  s-a desfășurat în două locuri: proba de spadă au avut loc la Paris, Franța, în timp ca proba de sabie a fost organizată la Oostende, Belgia.

## Rezultate

### Masculin
| Probă               | Aur                | Argint                    | Bronz                  |
| Spadă la individual | Raoul Heide (NOR)  | Robert Liottel (FRA)      | Gaston Cornereau (FRA) |
| Sabie la individual | Arie de Jong (NED) | Maurice Taillandier (FRA) | Léon Tom (BEL)         |

## Clasament pe medalii
| Loc   | Țară          | Aur | Argint | Bronz | Total |
| ----- | ------------- | --- | ------ | ----- | ----- |
| 1     | Țările de Jos | 1   | 0      | 0     | 1     |
| 1     | Norvegia      | 1   | 0      | 0     | 1     |
| 3     | Franța        | 0   | 2      | 1     | 3     |
| 4     | Belgia        | 0   | 0      | 1     | 1     |
| Total | Total         | 2   | 2      | 2     | 6     |